# Live at the BBC (album, Robert Cray)
Live at the BBC je koncertní album bluesového kytaristy a zpěváka Roberta Craye. Album bylo vydané v roce 2008, ale nahrané již 20. let předtím.

## Seznam skladeb
1. "I Guess I Showed Her" – 3:59
2. "Foul Play" – 4:34
3. "Don't Be Afraid Of The Dark" – 4:23
4. "Don't You Even Care" – 4:53
5. "Night Patrol" – 5:28
6. "Nothin' But A Woman" – 4:39
7. "Phone Booth" – 4:09
8. "These Things" – 6:15
9. "My Problem" – 5:23
10. "The Forecast (Calls for Pain)" – 4:53
11. "Consequences" – 4:26
12. "Right Next Door (Because of Me)" – 5:44
13. "Acting This Way" – 5:03
14. "Smoking Gun" – 6:55